# Ethmia aurifluella
Ethmia aurifluella — вид лускокрилих комах родини плоских молей (Depressariidae).

## Поширення
Вид поширений в Європі, Північній Африці, Малій Азії, Сирії та Ірані. Присутній у фауні України.

## Опис
Розмах крил 12 мм.

## Спрсіб життя
Личинки живляться листям рутвиці і воловика.